# Китайська локшина

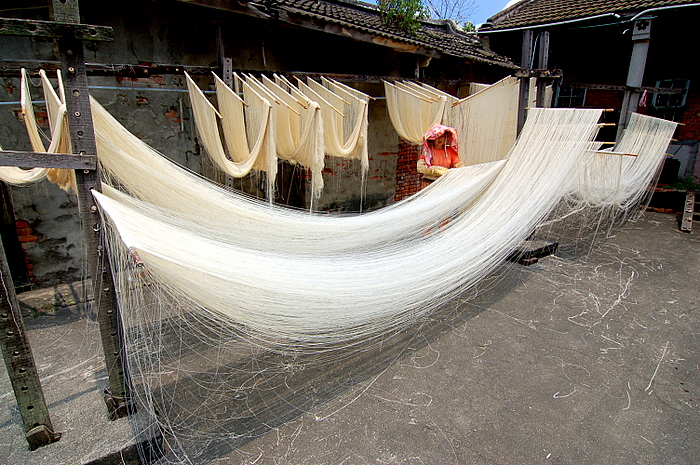
Виготовлення локшини місуа в Лугані, Тайвань

Локшина є незамінним компонентом багатьох китайських страв. Існує безліч різновидів локшини, залежно від місця виробництва, інгредієнтів, форми і способу приготування.
Китайська або адаптована з китайської локшина також зустрічається в кухнях інших східноазійських народів — корейської, японської, в'єтнамської, філіппінської, тайської і кхмерської.

## Назви
У локшини і її різновидів існує безліч назв, зокрема, через різноманітність мов у Китаї. На літературній китайській мові пшеничне локшина називається мянь (麵), рисова і крохмальна — фень (粉), а в інших діалектах використовуються інші назви.

## Історія
Найбільш рання згадка локшини в Китаї знаходиться в книзі, яка належить до періоду владарювання Західної династії Хань (25-220). Локшина, зазвичай пшенична, стала популярним продуктом харчування в період правління Хань (206 до н. е. — 220 н. е.). У період правління династії Сун (960—1279) серед міських мешканців супи з локшиною були дуже популярні, а заклади, де їх подавали, працювали всю ніч. У давнину пшенична локшина називалася «суповим тістечком» (танбін (湯 餅)); згідно з поясненням вченого сунської епохи Хуан Чаоїн, в стародавні часи всі страви з тіста називалися «бін» і відрізнялися методами приготування.
У 2002 році була знайдена глиняна миска, яка містить найстаріші відомі залишки локшини часів культури Ціцзя, приблизно 2000 року до н. е., причому локшина добре збереглася. У результаті дослідження, проведеного в 2004 році, було визначено, що локшина зроблена з просяного і могарового борошна. Результати дослідження були опубліковані в журналі 2005 Nature.

## Виробництво
Зазвичай китайська локшина робиться з пшеничного, рисового борошна або з Машів крохмалю, причому пшеничне локшина частіше зустрічається на півночі країни, а рисова — на півдні. У пшеничну локшину додають яйце, миють її в лужній воді, замішують зі злаками для зміни кольору і фактури, для тієї ж мети слід додати невелику кількість яєчних білків, стрілицю чи тапіоку. Поширена незаконна практика додавання блідню для відбілювання та поліпшення текстури тіста.
Тісто для пшеничного локшини зазвичай готують із пшеничного борошна, солі й води з додаванням яєць або лужної води, залежно від текстури і смаку тіста. Рисову і крохмальну локшину готують з рисового борошна (крохмалю) і води. Після замісу тіста виконують одну з п'яти дій:

Переклад

| Китайська     | Транскрипція | Опис  |                                                                                               |
| ------------- | ------------ | ----- | --------------------------------------------------------------------------------------------- |
| Різка         | 切           | Це    | Тісто розкочують в тонкий коржик, складають і розрізають на тонкі смужки бажаної ширини.      |
| Екструдування | 擠壓         | Цзіян | Тісто кладуть під прес з отворами, щоб тісто, проходячи через них, отримувало форму ниток.    |
| Зрізання      | 削           | Сяо   | Тверде тісто розкочують в батон, а потім швидко зрізають з нього листки прямо в киплячу воду. |
| Складання     | 拉           | Ла    | Тісто розкочують в довгий циліндр, який багаторазово складають і розкочують.                  |
| Розкачування  | 揉           | Жоу   | Невеликий клубок тіста акуратно розгортають до отримання необхідної форми і товщини.          |

Різані і екструдовані види локшини можуть бути висушені для пізнішого приготування, інші типи зазвичай вживаються незабаром після приготування.
|                                                                                           |
| Зрізання тонких пелюсток локшини в каструлю з киплячою водою для приготування даосяомяня. |

|                             |
| Витягування локшини ламянь. |

|                                |
| Розкачування тіста для ламяня. |

|                                            |
| Кухар видавлює локшину в горщик з окропом. |

|                    |
| Розкачування тіста |

## Приготування
Локшину готують зі свіжого або сушеного тіста. Зазвичай її варять у воді, проте зустрічається обсмажування у фритюрі, а варену локшину можна згодом обсмажувати. Локшину сервірують, поливаючи соусами або підливою, додаючи в супи з локшиною, подаючи з м'ясом або іншими продуктами. Деякі різновиди рисової локшини готують тільки з суспензії рису у воді і вживають виключно сирими.
На відміну від західної локшини, китайську пшеничну локшину готують із солоного тіста, завдяки чому при варінні додавання солі не потрібно. Крім того, варіння локшини відбувається дуже швидко, від однієї до п'яти хвилин.